# Asura owgarra
Asura owgarra är en fjärilsart som beskrevs av Bethune-Baker 1908. Asura owgarra ingår i släktet Asura och familjen björnspinnare. Inga underarter finns listade i Catalogue of Life.